# Ganymede (vệ tinh)
Ganymede (phiên âm /ˈgænɨmiːd/ GAN-ə-meed) là vệ tinh tự nhiên lớn nhất của Sao Mộc và cũng là vệ tinh lớn nhất trong hệ Mặt Trời. Thậm chí nó còn lớn hơn cả Sao Thủy, vốn đã từng được coi là một hành tinh (bán kính 2634,1 km so với 1195 km hay 2,2 lần, thể tích 7,6 × 1010 km³ so với 0,715 × 1010 km³ hay 11 lần và khối lượng 148,19 × 1021 kg so với 12,5 × 1021 kg hay 12 lần). Ganymede quay một vòng quanh Sao Mộc hết hơn 7 ngày. Tính theo khoảng cách đến Sao Mộc, Ganymede là vệ tinh đứng thứ 7 trong tất cả các vệ tinh và đứng thứ 3 trong 4 vệ tinh lớn của Sao Mộc (4 vệ tinh Galileo). Ganymede tham gia vào hiện tượng cộng hưởng quỹ đạo với Europa và Io theo tỉ lệ 1: 2: 4 (Ganymede quay 1 vòng quanh Sao Mộc trong thời gian Europa quay 2 vòng và Io quay 4 vòng). Ganymede to hơn Sao Thủy nhưng do mật độ thấp nên nó chỉ nhẹ bằng một nửa Sao Thủy.
Vệ tinh Ganymede có thành phần chủ yếu từ đá silicate và băng đá. Ganymede được phân lớp đầy đủ thành các lớp riêng biệt với một lõi nóng chảy giàu sắt. Các nhà khoa học tin rằng giữa các lớp băng của Ganymede là một biển nước muối dày nằm sâu 200 km trong lòng vệ tinh. Bề mặt của nó có 2 kiểu địa hình chính. Vùng tối màu có vô số những hố thiên thạch, được hình thành 4 tỉ năm trước và chiếm 1/3 diện tích bề mặt vệ tinh. Phần còn lại là vùng sáng màu hơn có nhiều những rặng núi và đường rãnh hình thành muộn hơn một chút. Nguyên nhân của những vết đứt gãy địa tầng xuất hiện trên vùng sáng của Ganymede có thể là từ những hoạt động địa chất sinh ra từ nhiệt ma sát do biến dạng của Ganymede dưới lực hấp dẫn từ Sao Mộc.
Ganymede là vệ tinh duy nhất trong hệ Mặt Trời đã phát hiện được sự xuất hiện của quyển từ. Từ quyển của Ganymede rất yếu sinh ra do những quá trình đối lưu trong phần lõi kim loại nóng chảy của nó. Từ quyển này gần như không đáng kể khi so với từ trường cực mạnh của Sao Mộc. Từ quyển của Ganymede kết nối với từ trường của Sao Mộc bằng các đường sức từ không khép kín. Người ta cũng đã phát hiện ra dấu vết của một lớp khí quyển rất mỏng trên bề mặt của Ganymede. Khí quyển này chứa O, O2 và O3. Hydro nguyên tử cũng xuất hiện mặc dù rất ít trong thành phần của khí quyển Ganymede. Chưa tìm thấy bằng chứng rõ rệt về tầng điện li tương ứng với tầng khí quyển của Ganymede.
Nhà thiên văn học vĩ đại Galileo Galilei phát hiện ra Ganymede trong năm 1610, cùng năm với cả ba vệ tinh lớn còn lại. Một nhà thiên văn khác, Simon Marius, đã đề xuất đặt tên cho vệ tinh theo tên của nhân vật trong thần thoại Hi Lạp Ganymede. Đây là nam thần rót rượu cho Zeus và là một trong những người tình của Zeus (Jupiter theo tiếng Hi Lạp). Công cuộc khám phá các vệ tinh của Sao Mộc bắt đầu từ khi tàu thám hiểm Pioneer 10 bay qua bề mặt các vệ tinh này những năm 1970. Tiếp sau đó, tàu thám hiểm Voyager cung cấp những dữ liệu chính xác hơn về kích thước và gần đây nhất, tàu thám hiểm Galileo đã phát hiện ra từ trường của Ganymede và khả năng có biển dưới bề mặt của nó. Dự án Jupiter Icy Moons Orbiter với mục đích phóng một vệ tinh nhân tạo nên quỹ đạo của Ganymede đã bị NASA dừng lại vào năm 2005.

## Phát hiện và đặt tên

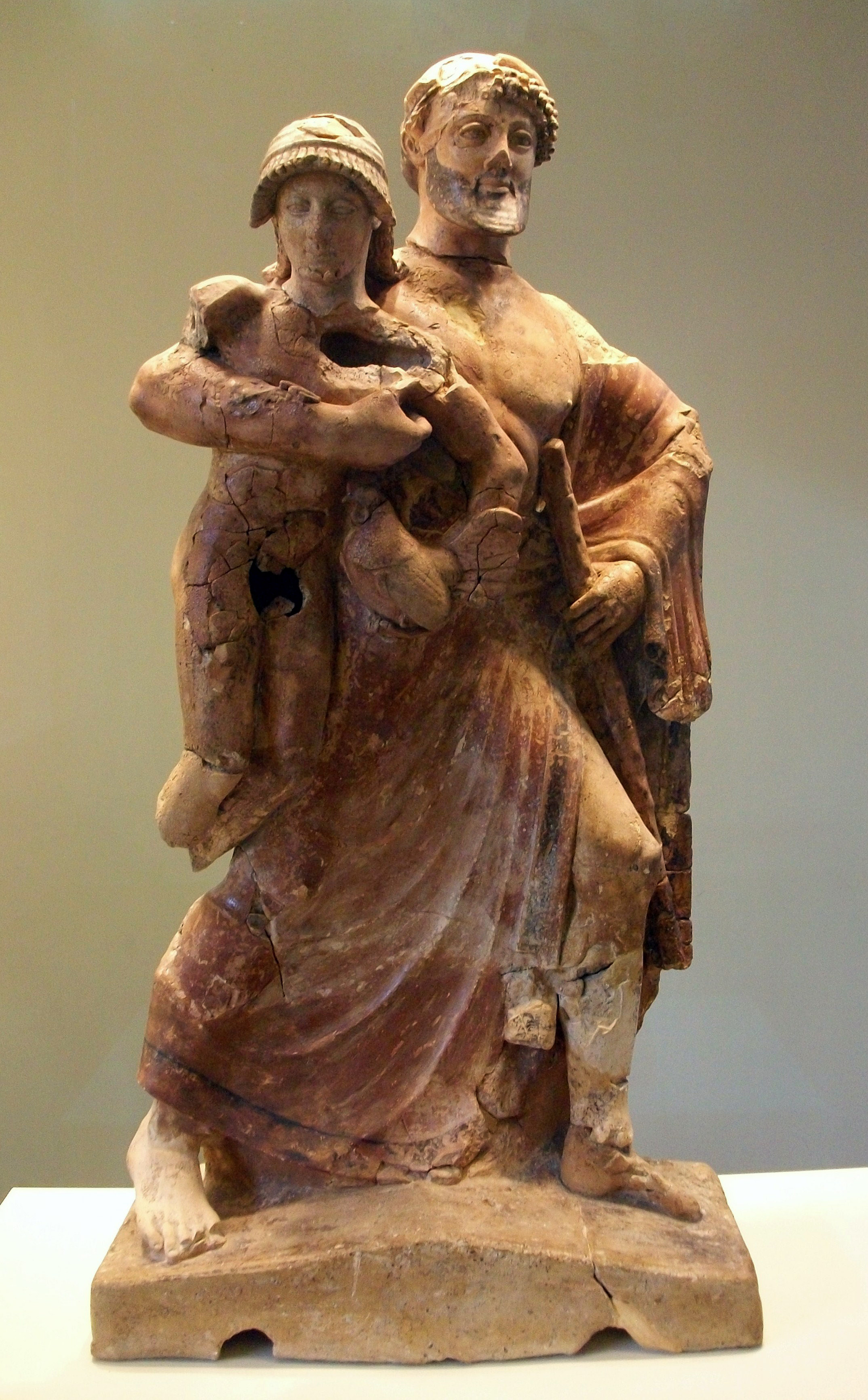
Zeus bắt Ganymede

Ngày 11 tháng 1 năm 1610, Galileo Galilei quan sát được 3 ngôi sao ở gần Sao Mộc. Hôm sau, ông nhận thấy chúng có vẻ như đang dịch chuyển. Tiếp đó, vào ngày 13, Galile lại phát hiện thấy một ngôi sao nữa, chính là Ganymede. Tới ngày 15 tháng 1, ông rút ra kết luận những ngôi sao mới phát hiện là những thiên thể quay quanh Sao Mộc. Ông cũng đặt tên cho chúng là những Những ngôi sao của Medici và cân nhắc thêm một cái tên khác là Những ngôi sao của Cosimo theo tên của đại công tước Cosimo de’ Medici, người bảo trợ cho những nghiên cứu khoa học của ông.
Nicolas-Claude Fabri de Peiresc, một nhà thiên văn học người Pháp đề nghị đặt tên các thành viên của gia đình Medici cho các vệ tinh, nhưng đề nghị này bị bác bỏ. Simon Marius, người được coi là đã phát hiện ra 4 vệ tinh lớn của Sao Mộc độc lập với Galile, lúc đầu muốn đặt tên cho 4 vệ tinh ấy là: Sao Thổ của Sao Mộc, Sao Mộc của Sao Mộc (tức là Ganymede), Sao Kim của Sao Mộc và Sao Thủy của Sao Mộc. Nhưng đề nghị này cũng không được chấp thuận. Sau đó, theo một đề xuất của Johannes Kepler, Marius đưa ra những cái tên khác. Các vệ tinh của Sao Mộc được đặt theo tên những người tình của Jupiter. Ganymede theo thần thoại Hi Lạp là một chàng trai trẻ, hoàng tử thành Troy, một hoàng tử đẹp nhất trong số những người phàm trần. Chàng đã bị Zeus, cũng tức là Jupiter, bắt về làm người hầu rượu trên đỉnh Olympus và làm người tình nam của ông ta.
Thế nhưng trong nhiều thế kỉ, người ta không thích gọi tên những vệ tinh như vậy, chỉ đơn giản là Jupiter III theo cách gọi lúc ban đầu của Galileo (có nghĩa là vệ tinh thứ ba của Sao Mộc). Mãi đến giữa thế kỉ 20, cách gọi tên theo các vị thần như đề nghị ban đầu của Simon Marius mới trở nên phổ biến. Ganymede là vệ tinh lớn duy nhất của Sao Mộc được đặt tên theo một nhân vật nam giới.

## Quỹ đạo

Quỹ đạo cộng hưởng của Ganymede, Europa, và Io

Ganymede quay xung quanh Sao Mộc với khoảng cách trung bình là 1.070.400 km và là vệ tinh thứ 3 trong số 4 vệ tinh lớn của Sao Mộc. Nó quay một vòng hết 7 ngày và 3 giờ. Giống như hầu hết các vệ tinh, Ganymede luôn quay một mặt về phía Sao Mộc. Quỹ đạo của Ganymede rất tròn với độ dẹt gần bằng 0. Mặt phẳng quỹ đạo hơi nghiêng một chút so với đường xích đạo của Sao Mộc. Độ dẹt và độ nghiêng nói trên thay đổi gần như có chu kỳ (cỡ khoảng vài trăm năm) do sự nhiễu loạn hấp dẫn từ Mặt Trời và các thiên thể khác. Khoảng thay đổi của độ dẹt là cỡ 0,0009–0,0022 trong khi khoảng thay đổi góc nghiêng cỡ 0,05–0,32°. Góc nghiêng giữa trục của vệ tinh và pháp tuyến mặt phẳng quỹ đạo do đó cũng thay đổi từ 0 đến 0,33°.
Ganymede tham gia vào một hệ quỹ đạo cộng hưởng đặc biệt với Europa, và Io: mỗi vòng quay của Ganymede tương ứng với 2 vòng quay của Europa và 4 vòng quay của Io. Thời điểm Io và Europa nằm trên cùng một bán kính vẽ từ tâm Sao Mộc, Io nằm ở cận điểm của quỹ đạo và Europa nằm tại viễn điểm. Khi Europa và Ganymede ở vị trí tương tự, Europa nằm ở cận điểm của quỹ đạo. Đặc biệt có khả năng 3 vệ tinh này nằm thẳng hàng với tâm của Sao Mộc. Hệ quỹ đạo cộng hưởng như vậy là đặc biệt và duy nhất trong hệ Mặt Trời. Nó được gọi là cộng hưởng Laplace.
Hiệu ứng cộng hưởng Laplace hiện tại khiến cho độ dẹt quỹ đạo của Ganymede không thể đạt giá trị cao hơn. Độ dẹt hiện nay, vào khoảng 0,0013, là kết quả sót lại của một quá trình tăng độ dẹt quỹ đạo trong quá khứ. Sau đó, độ dẹt của Ganymede có thể đã giảm dần do hiện tượng hao mòn năng lượng trong lõi của Ganymede. Với độ dẹt quỹ đạo nhỏ như vậy, sự thay đổi lực hấp dẫn của Sao Mộc lên Ganymede là rất nhỏ. Sự thay đổi này không đủ để làm biến dạng Ganymede ở một mức độ tương đối, và vì thế nhiệt sinh ra do sự biến dạng của nó cũng là không đáng kể. Trong quá khứ, có thể các vệ tinh Ganymede, Europa và Io đã trải qua những thời kì mà quỹ đạo của chúng chỉ gần như cộng hưởng Laplace thôi[j]. Điều này khiến quỹ đạo của Ganymede tương đối dẹt hơn hiện tại, cỡ khoảng 0,01 đến 0,02. Nhiệt lượng sinh ra do biến dạng của Ganymede vì thế cũng lớn hơn. Nhiệt lượng này có thể là nguyên nhân sinh ra bề mặt nhiều đường rãnh của Ganymde.
Quá trình hình thành nên cộng hưởng Laplace của 3 vệ tinh Io, Europa và Ganymede hiện nay vẫn là một bí ẩn. Có 2 giả thuyết được đưa ra: giả thuyết thứ nhất là hệ cộng hưởng như vậy đã được hình thành ngay từ lúc ban đầu của hệ Mặt Trời. Giả thuyết thứ hai là hệ cộng hưởng được hình thành sau một quá trình thay đổi quỹ đạo sau đó. Quá trình đó có thể diễn giải như sau: Io tăng dần bán kính quỹ đạo của nó với Sao Mộc cho đến khi nó hình thành cộng hưởng 2: 1 với Europa. Sau đó quá trình này vẫn tiếp tục nhưng một phần của mômen quay được chuyển sang cho Europa. Đến lượt Europa tăng dần bán kính quỹ đạo đến khi hình thành cộng hưởng 2: 1 với Ganymede. Cuối cùng, tốc độ dịch chuyển các điểm giao hội của 3 vệ tinh được đồng bộ hóa và bị khóa lại trong cộng hưởng Laplace.

## Đặc điểm

### Kích thước và thành phần

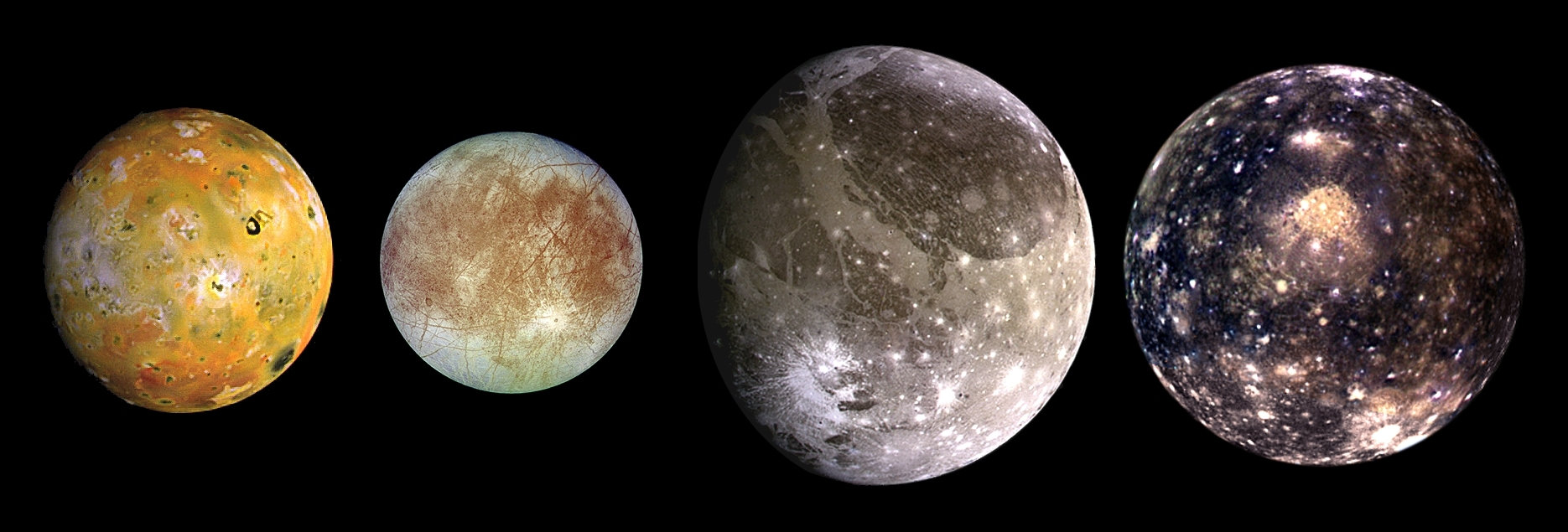
Kích thước của Ganymede (thứ ba bên phải) so với 3 vệ tinh lớn còn lại.

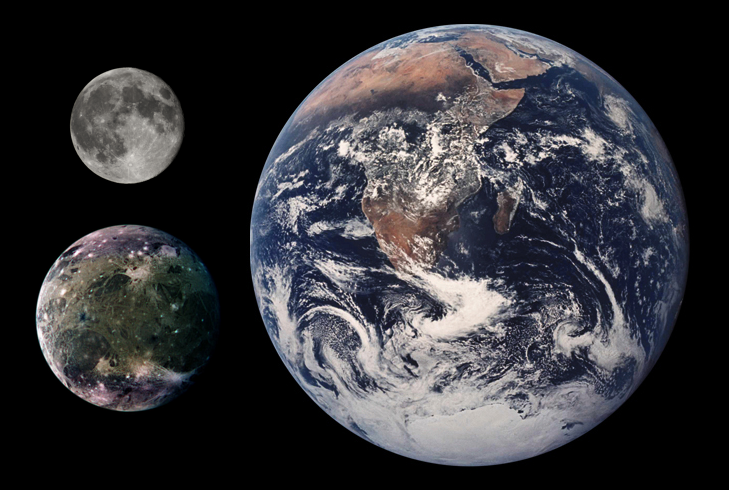
Kích thước của Trái Đất, Mặt Trăng và Ganymede.

Ganymede là vệ tinh tự nhiên lớn nhất của Sao Mộc và lớn nhất trong Hệ Mặt Trời. Với đường kính của Ganymede là 5268 km, cho thấy nó bằng 0,413 lần so với đường kính Trái Đất, 0,77 lần so với Sao Hỏa, 1,02 lần so với Titan của Sao Thổ (vệ tinh lớn thứ hai trong Hệ Mặt Trời), 1,08 lần so với Sao Thủy, 1,09 lần so với Callisto, 1,45 lần so với Io và 1,51 lần so với Mặt Trăng. Khối lượng của Ganymede lớn hơn 10% khối lượng của Titan, 38% của Callisto, 66% của Io và 2 lần của Mặt Trăng.
Mật độ trung bình của Ganymede ở vào khoảng 1,936 g/cm³. Với mật độ đó, Ganymede có thể được cấu thành từ một lượng đá và băng tương đương. Tỉ lệ băng nằm trong khoảng 46–50%, thấp hơn một chút so với tỉ lệ băng của Callisto. Ngoài ra còn có thể xuất hiện một số băng dễ bay hơi như băng amonia. Người ta vẫn chưa xác định được chính xác thành phần cấu tạo của Ganymede nhưng có lẽ đá trên Ganymede sẽ tương đối giống với các thiên thạch thường dạng L/LL. So với thiên thạch dạng H, thiên thạch dạng L/LL có ít sắt nguyên chất, nhiều oxit sắt hơn nhưng lại kém về tổng khối lượng sắt trong cấu tạo. Tỉ lệ giữa sắt và silic ở khoảng từ 1,05–1,27, trong khi ở Mặt Trời tỉ lệ này là cỡ 1,8.
Bề mặt của Ganymede có độ phản xạ vào khoảng 43%. Có vẻ như bề mặt này được bao phủ bởi từ 50 đến 90% băng nước, lớn hơn đáng kể so với tỉ lệ băng trên Ganymede nói chung. Các quan trắc quang phổ cận hồng ngoại của Ganymde đã cho thấy sự xuất hiện của dải hấp thụ rất mạnh của băng nước tại các bước sóng 1,04, 1,25, 1,5, 2,0 và 3,0 μm. Phần bề mặt có nhiều đường rãnh sáng hơn và có nhiều băng hơn phần bề mặt mịn và tối màu. Phân tích quang phổ sử dụng tia hồng ngoại và tia cực tím với độ phân giải cao bằng tàu thám hiểm Galileo và bằng các kính thiên văn mặt đất đã chỉ ra sự tồn tại của một số chất khác trên bề mặt Ganymede: CO2, SO2, (CN)2, các sulfat và thậm chí là một số hợp chất hữu cơ. Một số muối sulfate đã được phát hiện bởi tàu Galileo như magnesi sulfate (MgSO4) hay có thể là natri sulfate (Na2SO4). Các muối này có thể bắt nguồn từ đại dương ngầm trong lòng Ganymde
Bề mặt của Ganymde không đối xứng, bề mặt nhìn theo chiều quay[g] (do các vệ tinh nói chung không tự quay mà chỉ quay quanh hành tinh chủ nên bề mặt này là không đổi) sáng hơn so với bề mặt hướng ngược lại. Bề mặt này có vẻ như có nhiều SO2. Europa cũng có hiện tượng tương tự nhưng Calliso thì ngược lại. Sự phân bố CO2 trên bề mặt Ganymede không thể hiện bất kì sự bất đối xứng nào mặc dù người ta không quan sát được CO2 gần các cực của vệ tinh. Hầu hết các hố thiên thạch trên Ganymede (có 1 ngoại lệ) không phát hiện thấy sự tích tụ CO2, một điểm rất khác biệt so với Callisto. Lượng CO2 trên Ganymede có thể đã bị thất thoát trong quá khứ.

### Cấu trúc

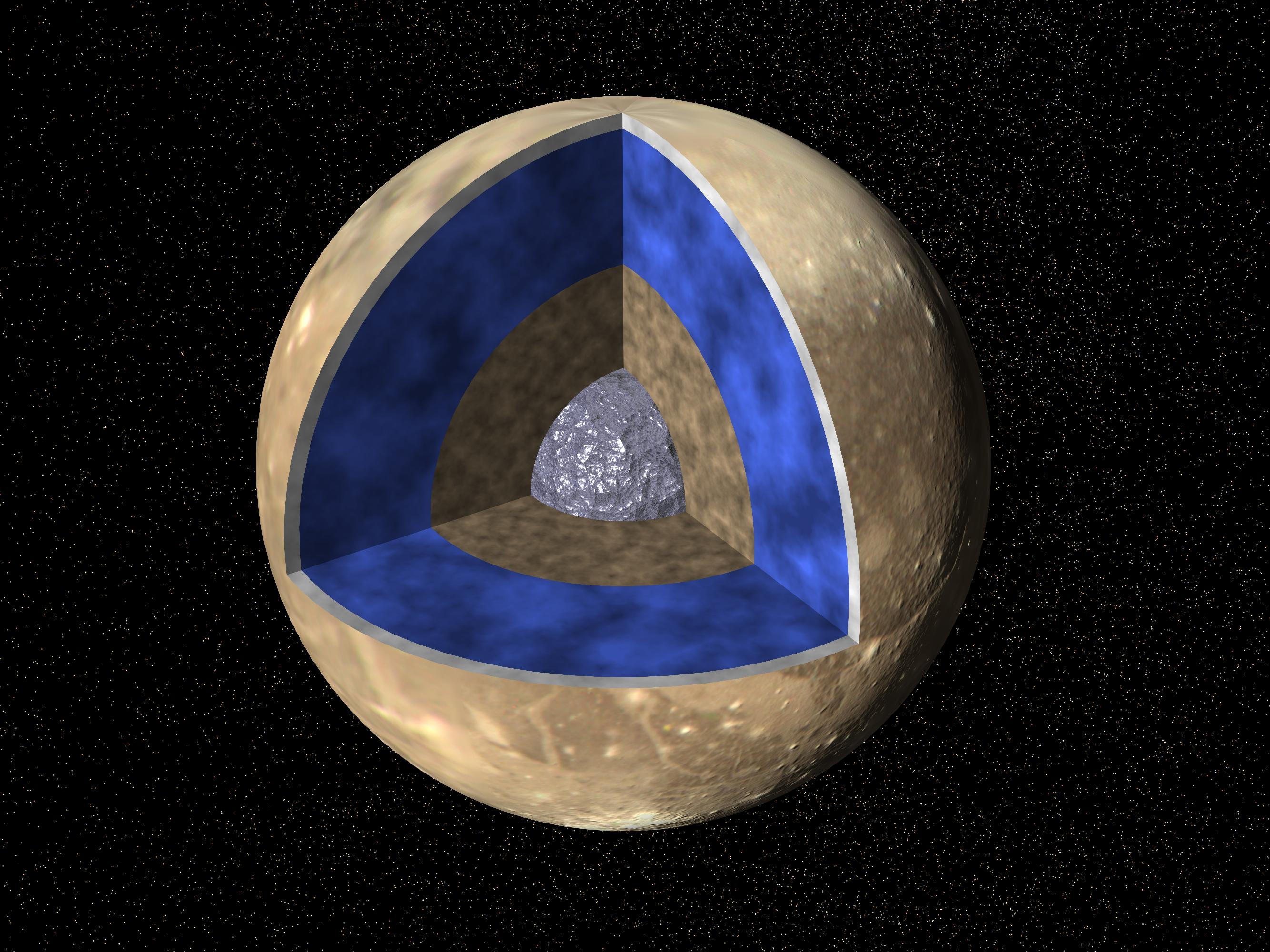
Cấu tạo trong của Ganymede

Ganymde có vẻ như đã được phân tầng hoàn toàn (có thể so sánh với Callisto không được phân tầng hoàn toàn). Nó chứa một lõi sắt sulfide, lớp giữa nhiều silic và phía ngoài là lớp vỏ băng và nước lỏng. Kết quả này được rút ra từ mômen quán tính của Ganymede là 0,3105 ± 0,0028[h]. Giá trị rất thấp này được xác định bằng những tính toán của tàu Galileo. Đây là mômen quán tính thấp nhất trong số các thiên thể trong hệ Mặt Trời. Tàu thám hiểm Galileo cũng phát hiện ra từ trường tự nhiên của Ganymede. Từ trường này có thể được sinh ra do quá trình đối lưu trong phần lõi lỏng chứa nhiều sắt, vốn rất dẫn điện, của Ganymede.
Chiều dày chính xác các lớp bên trong Ganymede được xác định dựa trên các số liệu ước đoán về tỉ lệ silic trong thành phần của vệ tinh (cụ thể là tỉ lệ các khoáng olivin và pyroxen) và lượng sulfua trong lõi của nó. Hiện tại người ta cho rằng lõi của vệ tinh có độ dày từ 700–900 km, phần vỏ băng có độ dày 800–1000 km, còn lại là lớp silic trung gian. Mật độ của phần lõi vào khoảng 5,5–6 g/cm³ và mật độ phần trung gian là 3,4–3,6 g/cm³. Một số mô hình giải thích từ trường của Ganymede lại cho rằng phía bên trong lớp Fe–FeS lỏng có thể còn có một nhân sắt rắn nguyên chất tương tự như cấu tạo của Trái Đất. Bán kính lõi sắt này có thể lên tới 500 km. Nhiệt độ trên lõi của vệ tinh có thể đạt tới 1500–1700 K (1226,85–1426,85 °C), áp suất khoảng kBar (10 Gpa).
Thập niên 1970, các nhà khoa học thuộc NASA lần đầu tiên hoài nghi rằng Ganymede có một lớp đại dương dày giữa hai lớp băng: một lớp băng nằm trên bề mặt, trong khi lớp băng kia nằm bên dưới đại dương nước lỏng và phía trên đỉnh lớp trung gian toàn đá. Thập niên 1990, khi tàu Galileo bay qua Ganymede và tìm thấy dấu hiệu của đại dương nước ngầm. Một bài phân tích được công bố vào năm 2014, có tính đến nhiệt động lực học thực tế đối với nước và tầm ảnh hưởng của muối, gợi ý rằng Ganymede có khả năng chứa vài lớp đại dương được ngăn cách bởi các tầng băng riêng biệt, với lớp nước lỏng nằm ở cao độ thấp nhất tiếp giáp với lớp trung gian. Sự tiếp xúc giữa nước và đá có thể là một yếu tố quan trọng trong việc phát triển nguồn sống. Phân tích cũng chú ý rằng độ sâu cực đại, khoảng 800 km tính đến bề mặt đáy, có nghĩa là nhiệt độ ở đáy đại dương tuần hoàn có thể cao hơn tới 40 K (-233,15 °C) so với nhiệt độ ở đường phân cách giữa băng và nước.
Tháng 3 năm 2015, các nhà khoa học báo cáo rằng những phép đo bởi Kính viễn vọng Không gian Hubble về sự chuyển động của cực quang trên Ganymede đã xác nhận rằng bên dưới bề mặt vệ tinh có một đại dương nước ngầm. Một đại dương lớn chứa nước mặn làm ảnh hưởng đến từ trường của Ganymede, và do đó sản sinh ra cực quang của nó. Bằng chứng cũng cho thấy đại dương trong Ganymede có khả năng là đại dương lớn nhất trong toàn bộ Hệ Mặt Trời. Cũng có một vài suy đoán về khả năng sống được bên trong lớp đại dương ngầm của Ganymede.

### Bề mặt

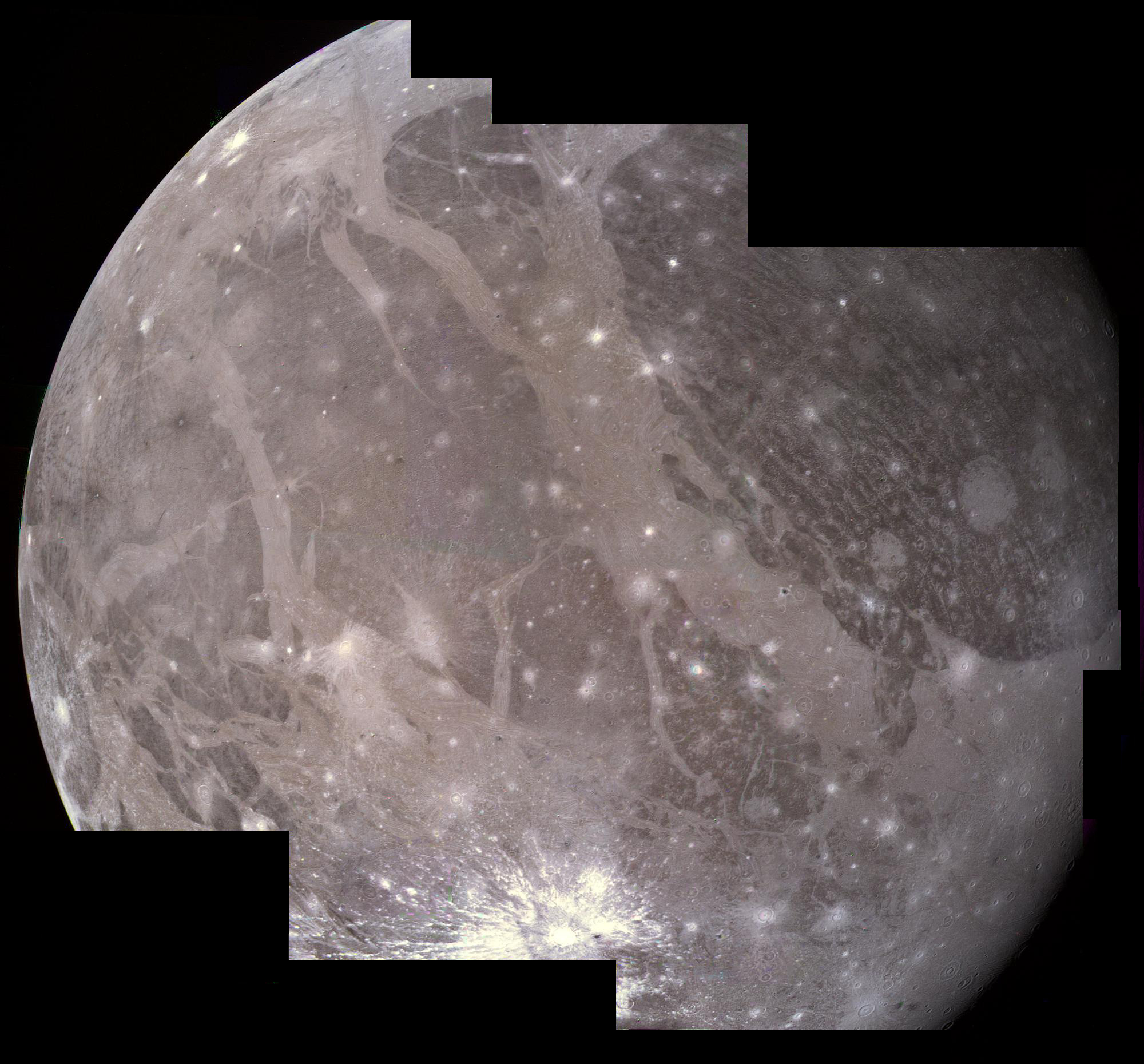
Bản ghép những bức ảnh chụp bán cầu không hướng về phía Sao Mộc của Ganymede (chụp bởi tàu Voyager 2). Vùng Galileo Regio tối màu cổ xưa hơn nằm ở phía trên bên phải phân cách với vùng tối nhỏ hơn Marius Regio phía bên trái bởi dải sáng và trẻ hơn Uruk Sulcus. Băng bị bắn ra ở hố thiên thạch mới Osiris có thể được nhìn thấy như một đám tia sáng màu đồng tâm ở phía dưới.

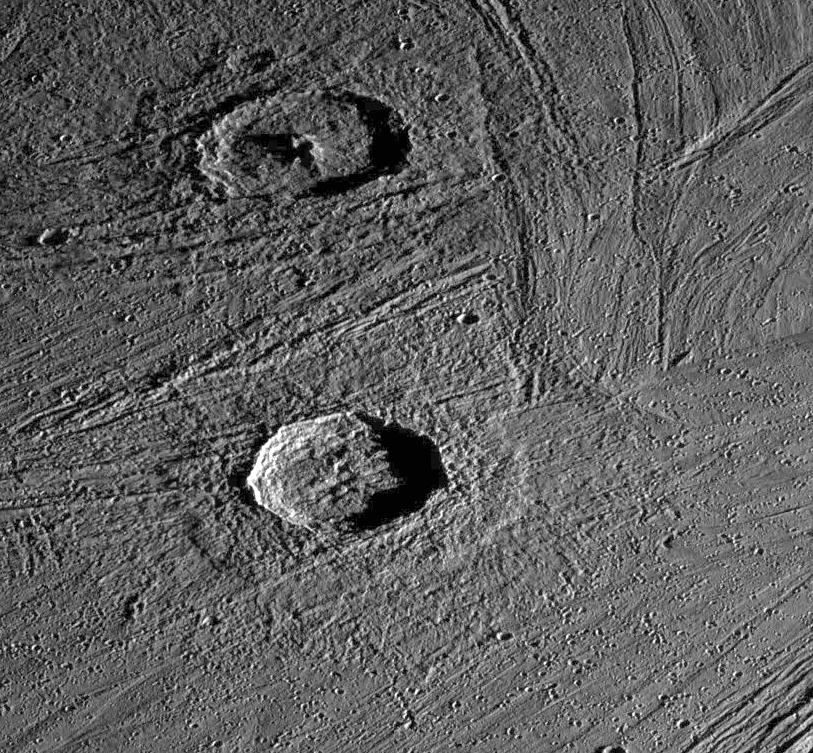
Những miệng hố thiên thạch mới trên vùng bề mặt nhiều đường rãnh của Ganymede

Bề mặt Ganymede cấu thành từ hai loại địa hình chính: vùng có niên đại rất lớn tối màu, có nhiều hố thiên thạch và vùng tương đối trẻ hơn, sáng màu, có nhiều đường rãnh và các rặng núi đan ngang dọc. Vùng tối màu chiếm 1/3 diện tích bề mặt của vệ tinh có nhiều đất sét và các chất hữu cơ. Chúng có thể giúp chúng ta tìm hiểu cấu tạo của những thiên thể cổ xưa đã va đập và tích tụ để hình thành nên các vệ tinh của Sao Mộc ngày nay.

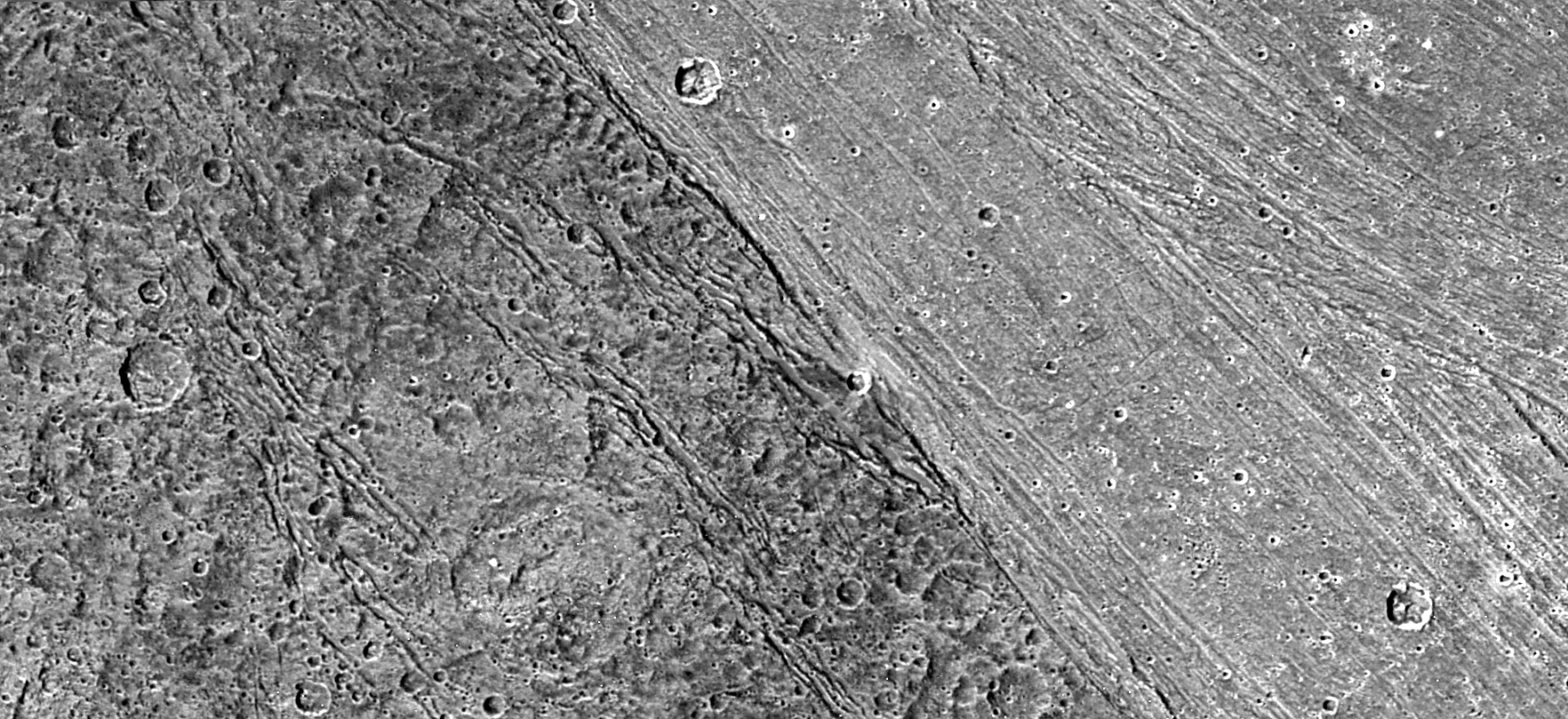
Đường ranh giới phân chia rõ rệt vùng tối Nicholson Regio và vùng sáng Harpagia Sulcus

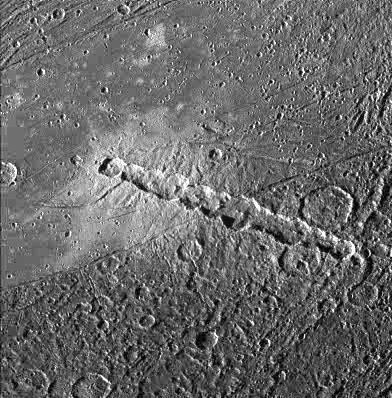
Dải các miệng hố thiên thạch Enki Catena

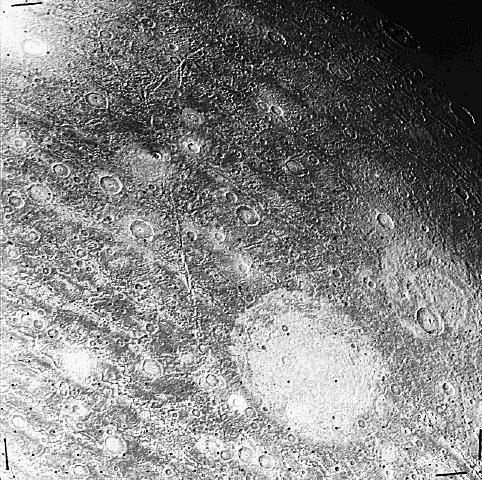
Miệng hố Memphis, một palimpsest

Hiện nay người ta vẫn chưa giải thích được quá trình nhiệt đã tạo nên vùng nhiều đường rãnh trên Ganymede. Quan điểm hiện đại cho rằng vùng này sinh ra do những kiến tạo địa chất tự nhiên. Hoạt động của các lỗ phun trào nhiệt độ thấp (là các miệng núi giải phóng ra băng ấm ở các thiên thể băng) nếu có tham gia vào quá trình hình thành này thì cũng là không đáng kể. Để có thể tạo ra những kiến tạo địa chất trong tầng quyển đá của Ganymede cần phải có những lực tác dụng rất lớn. Những lực này có thể được sinh ra trong quá khứ, khi quá trình nhiệt ma sát giữa các tầng đất đá của vệ tinh tương đối lớn. Quá trình nhiệt này có thể là kết quả của một hệ cộng hưởng quỹ đạo không ổn định, ở đó Ganymede chuyển động với quỹ đạo dẹt hơn. Sự biến dạng của băng phía trong thiên thạch có thể đã làm nóng phần lõi của Ganymede và đồng thời làm biến dạng phần quyển đá. Các vết nứt cùng với những phần bề mặt bị biến dạng lồi lõm đã xóa đi 70% bề mặt cổ xưa thay bằng vùng bề mặt trẻ hơn. Một lời giải thích khác cho sự hình thành vùng bề mặt trẻ của Ganymede là tác động của sự hình thành lõi vệ tinh lúc ban đầu và theo sau đó là sự tăng nhiệt do biến dạng ở phần bên trong của nó. Quá trình này có thể đã khiến cho Ganymede lớn thêm từ 1 đến 6% do sự nở vì nhiệt cũng như sự thay đổi trạng thái của băng. Từ đó, nước nóng có thể đã từ phần lõi trào ra bề mặt của vệ tinh, góp phần làm biến dạng tầng quyển đá của nó. Nhiệt do phân rã phóng xạ hiện nay là nguồn nhiệt lớn nhất cung cấp cho phía bên trong của vệ tinh. Nhưng các nghiên cứu cho thấy, trong quá khứ, nếu như quỹ đạo của Ganymede dẹt hơn hiện tại, nhiệt do biến dạng có thể là nguồn nhiệt quan trọng hơn nhiệt do phân rã phóng xạ trong quá trình hình thành nên vệ tinh.
Các miệng hố thiên thạch xuất hiện ở cả hai vùng bề mặt của Ganymede. Mặc dù vậy thì ở vùng tối, các miệng hố này xuất hiện dày đặc hơn rất nhiều, là kết quả của những va chạm thiên thạch trong thời kì đầu của vệ tinh. Vùng sáng màu có ít hố thiên thạch hơn nhiều, và chúng cũng không có nhiều ảnh hưởng tới quá trình kiến tạo địa chất tại vùng này. Mật độ hố thiên thạch tại vùng tối của Ganymede chỉ ra rằng vùng này đã được hình thành trong khoảng 4 tỉ năm trước, tương tự như vùng cao nguyên trên bề mặt Mặt Trăng. Vùng sáng hơn trẻ hơn một chút, tuy nhiên hiện vẫn chưa xác định được tuổi chính xác vùng sáng của Ganymede. Trong thời kì từ 4 tỉ đến 3,5 tỉ năm trước, Ganymede đã bị các thiên thạch bắn phá dữ dội giống như Mặt Trăng. Sau thời kì này, mật độ bắn phá giảm đi đáng kể. Tại vùng sáng, một số hố thiên thạch bị các đường rãnh cắt qua và một số khu vực các hố thiên thạch xuất hiện sau khi hình thành các đường rãnh. Điều này cho thấy hệ thống các đường rãnh trên vùng sáng của Ganymede cũng đã hình thành từ rất sớm, chỉ sau giai đoạn bắn phá nói trên chút ít. Có một số hố thiên thạch được hình thành khá gần đây, va chạm đã làm băng bắn ra tạo ra những tia đồng tâm xung quanh miệng hố. Nhìn chung, các miệng hố thiên thạch của Ganymede nông và phẳng hơn so với tại Mặt Trăng và Sao Thủy. Điều này có thể được giải thích nếu nhìn vào cấu tạo ngoài của Ganymede: phần vỏ băng của vệ tinh này mềm hơn, băng có thể chảy xuống và làm cho miệng hố mềm và yếu, dễ bị phá hủy hơn. Một số hố thiên thạch rất cổ thậm chí còn gần như đã biến mất, chỉ để lại những dấu tích gọi là palimpsest.
Một trong những khu vực đáng chú ý của Ganymede là một vùng tối màu được đặt tên là Galileo Regio. Vùng này có nhiều đường rãnh đồng tâm, có vẻ được tạo ra khi Ganymede có những hoạt động địa chất. Một khu vực đáng chú ý khác có thể kể đến là vùng băng ở cực. Được quan sát lần đầu tiên bởi tàu Voyager, mũ băng này trải dài tới tận vĩ độ 40°. Đó có thể là kết quả của sự dịch chuyển nước tới những vĩ độ cao hay là kết quả của những bắn phá plasma. Những dữ liệu mới của tàu Galileo nghiêng về giả thuyết thứ 2. Sự hiện diện của từ trường trên Ganymede dẫn đến việc bắn phá mãnh liệt hơn các hạt tích điện rơi vào bề mặt tại các vùng cực không được bảo vệ; sau đó phún xạ dẫn đến sự tái phân bố các phân tử nước, với việc băng dịch chuyển đến các vùng lạnh hơn trong toàn địa hình vùng cực.
Một miệng núi lửa có tên Anat làm điểm tham chiếu để đo đạc kinh độ trên Ganymede. Theo định nghĩa, Anat nằm ở kinh độ 128°. Kinh độ 0° nằm đối diện trực tiếp với Sao Mộc, và kinh độ mọc lên về phía tây (trừ khi có chiều quy ước khác).

### Khí quyển và tầng điện ly
Năm 1972, nhóm các nhà thiên văn học đến từ Anh, Mỹ và Ấn Độ làm việc tại đài thiên văn Bosscha (Indonesia) thông báo họ đã phát hiện thấy khí quyển của Ganymede. Những quan sát về lớp khí quyển này được thực hiện khi Ganymede cùng với Jupiter che lấp một ngôi sao (tương tự như hiện tượng nhật thực). Từ đó họ đã tính ra áp suất khí quyển của Ganymede là khoảng 1 μBar (0,1 Pa). Tuy nhiên năm 1979, những quan sát của tàu Voyager 1 thực hiện khi Ganymede che khuất 1 ngôi sao khác (κ Centauri) đã cho thấy một kết quả ngược lại. Bằng việc quan sát hiện tượng che lấp sử dụng quang phổ gần quang phổ tia cực tím, có bước sóng ngắn (< 200 nm) nhạy hơn trong việc xác định sự tồn tại của các chất khí so với bước sóng ánh sáng thường, tàu Voyager dã phủ nhận sự tồn tại khí quyển trên bề mặt Ganymede. Mật độ khí gần bề mặt của Ganymede là nhỏ hơn 1,5 × 109 cm−3, tương ứng với áp suất khí tại bề mặt của vệ tinh là khoảng 2,5 × 10−5 μBar. Sự chênh lệch rất lớn (4 × 104 lần) trong các kết quả quan trắc giữa năm 1972 và năm 1979 cho thấy những tính toán vào năm 1972 có thể đã quá lạc quan về sự tồn tại khí quyển trên Ganymede.
Mặc dù vậy, các quan trắc từ kính thiên văn vũ trụ Hubble (Hubble Space Telescope, HST) năm 1995 đã chỉ ra sự tồn tại, mặc dù không đáng kể, của một lớp khí quyển cấu thành từ oxy, tương tự như khí quyển của Europa. HST đã phát hiện thấy có sự phát quang của oxy nguyên tử tại các bước sóng ngắn 130,4 nm and 135,6 nm. Đó có thể là kết quả của việc các phân tử oxy bị bắn phá bởi các luồng electron từ vũ trụ. Từ đó ta có thể kết luận về sự tồn tại một lớp khí quyển rất mỏng cấu thành từ các phân tử O2. Mật độ khí thực tế trên bề mặt vệ tinh nằm trong khoảng 1,2–7 × 108 cm−3, tương ứng với áp suất khí bề mặt từ 0,2–1,2 × 10−5 μBar[i]. Những số liệu này tương đối phù hợp với những số liệu thu được bởi tàu Voyager vào năm 1981. Khí quyển mỏng này rõ ràng không phải là kết quả của sự sống trên Ganymede, đó đơn thuần chỉ là sản phẩm của việc băng nước trên bề mặt của vệ tinh bị bắn phá phân tách thành oxy và hydro. Trong khi hydro quá nhẹ và thất thoát ra ngoài vũ trụ, một phần oxy vẫn bị giữ lại hình thành nên một lớp oxy mỏng bao quanh Ganymede. Hiện tượng phát quang trong khí quyển của Ganymede không xảy ra đồng nhất trên một phần bề mặt của vệ tinh như trên Europa. HST chỉ phát hiện thấy 2 đốm sáng xuất hiện tại mỗi bán cầu nam và bắc của Ganymede, ở vĩ độ ± 50°. Đây là ranh giới giữa những đường sức đóng và mở của từ trường trong từ quyển của vệ tinh. Những đốm sáng này có thể tương tự như hiện tượng cực quanh trên Trái Đất, khi lớp không khí bị bắn phá bởi cơn mưa plasma dọc theo đường mở của các đường sức từ trường.

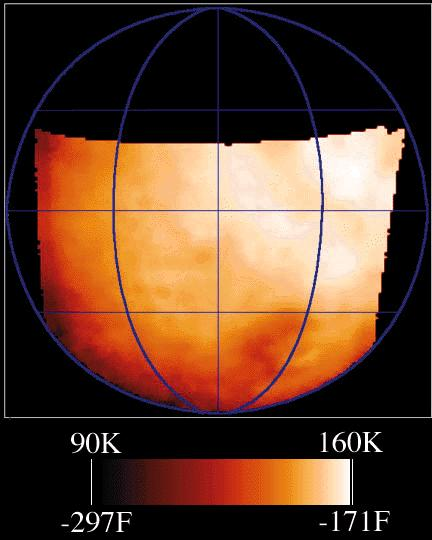
Bản đồ phân bố nhiệt trên bề mặt Ganymede (ở đây màu không đúng như trong thực tế)

Sự tồn tại của lớp khí quyển trung tính trên Ganymede sẽ khẳng định sự tồn tại của tầng điện ly trên vệ tinh này. Các phân tử oxy chắc chắn sẽ chịu sự bắn phá của các điện tử năng lượng cao đến từ từ quyển và các tia siêu cực tím (EUV) của Mặt Trời. Mặc dù vậy, hiện nay câu hỏi về sự tồn tại của tầng điện ly trên Ganymede vẫn chưa được trả lời chính xác bởi vì sự tồn tại của khí quyển trên vệ tinh này cũng chưa được khẳng định. Một số tính toán từ tàu thăm dò Galileo cho thấy sự tích tụ mật độ electron gần bề mặt vệ tinh, một bằng chứng về sự tồn tại của tầng điện ly. Thế nhưng một số quan sát khác lại không phát hiện được nó. Người ta ước tính rằng mật độ electron gần bề mặt Ganymede nằm trong khoảng 400 đến 2.500 hạt/ cm³. Đến nay vẫn chưa xác định hay ước lượng được những thông số về tầng điện ly của vệ tinh này.
Một bằng chứng khác chỉ ra sự tồn tại bầu khí quyển trên Ganymede là việc phát hiện thấy quang phổ của chất khí khi quan sát quang phổ lớp băng bề mặt của Ganymede. Người ta đã phát hiện thấy dải phổ của ozone (O3) năm 1996. Đến năm 1997, người ta tiếp tục phát hiện thấy vạch hấp thụ của phân tử oxy O2. Vạch hấp thụ chỉ có thể quan sát được nếu như oxy tồn tại trong trạng thái tương đối dày đặc. Điều này có thể giải thích được nếu như ta giả thiết oxy phân tử bị giữ lại ở trong băng. Độ đậm của vạch hấp thụ tùy thuộc vào kinh độ và vĩ độ chứ không phụ thuộc vào độ phản xạ bề mặt của khu vực quan sát. Vạch của O2 giảm khi vĩ độ của khu vực quan sát tăng lên, trong khi vạch của O3 thay đổi theo chiều hướng ngược lại. Các nhà khoa học đã khẳng định được rằng, O2 trong băng bề mặt của Ganymede không tồn tại thành từng cụm hay thành bọt mà phân tán vào băng trong nhiệt độ bề mặt của Ganymede (khoảng 100 K).
Vào năm 1997, các nhà khoa học đã tìm kiếm sự tồn tại của natri trong lớp khí xung quanh Ganymede sau khi phát hiện ra sự tồn tại của chất này trong khí quyển của Europa. Tuy nhiên, các kết quả là không đáng kể. Ở giữa độ cao 7.800 và 15.600 km, người ta có phát hiện thấy dấu vết của natri những với mật độ chỉ bằng 1/13 so với mật độ trên Europa ở cùng độ cao. Nguyên nhân của hiện tượng này có thể là do bề mặt của Ganymede thiếu natri hoặc là do từ quyển đã hạn chế các hạt mang năng lượng. Một thành phần khác xuất hiện trong khí quyển của Ganymede là hydro nguyên tử. Người ta đã phát hiện thấy sự tồn tại của chúng ở độ cao lên tới 3.000 km so với bề mặt vệ tinh. Mật độ hydro nguyên tử là khoảng 1,5 × 104 cm−3.

### Từ quyển

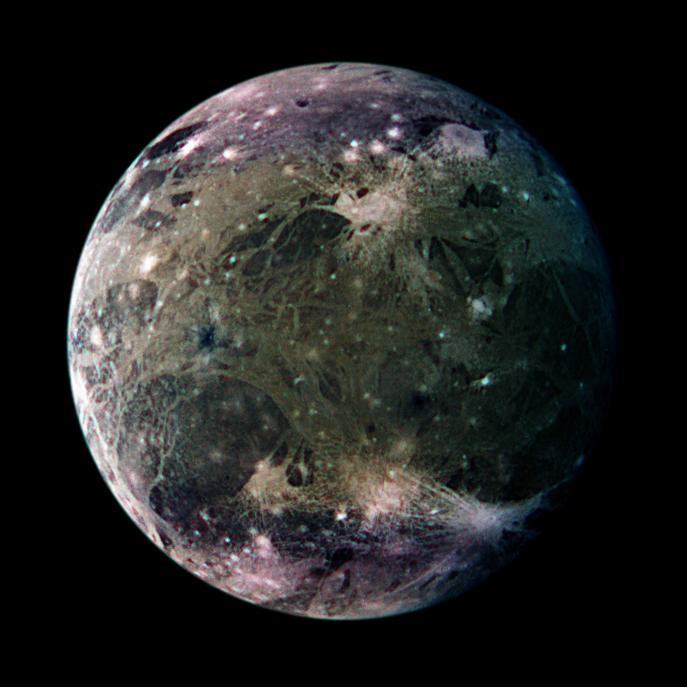
Bán cầu có hướng ngược với hướng quay của Ganymede. Ảnh chụp từ tàu Galileo đã được tăng cường màu sắc

Tàu thám hiểm Galileo đã thực hiện 6 lần bay ngang qua Ganymede trong khoảng thời gian từ năm 1995 đến 2000 (các chuyến bay mang mã hiệu G1, G2, G7, G8, G28 và G29) đã phát hiện thấy mô men từ trường trên Ganymede tồn tại độc lập với từ trường của Sao Mộc. Giá trị của đại lượng này là khoảng 1.3 × 1013 T•m³, mạnh hơn 3 lần so với mô men từ trường của Sao Thủy. Trục lưỡng cực của từ trường nghiêng so với trục quay của Ganymede góc 176°, tức là có hướng gần như chống lại mô men từ trường của Sao Mộc. Cực bắc của trục từ trường nằm ở phía dưới mặt phẳng quay của Ganymede. Từ trường lưỡng cực sinh ra do mô men từ trường của Ganymede có cường độ là 719 ± 2 nT tại xích đạo, so với cường độ từ trường Sao Mộc tại khoảng cách của Ganymede là 120 nT. Do từ trường tại xích đạo của vệ tinh hướng ngược lại từ trường của Sao Mộc, có thể xảy ra sự tiếp nối giữa từ trường của bản thân Ganymede và từ trường của Sao Mộc. Từ trường tại các cực của Ganymede mạnh gấp hơn 2 lần từ trường tại xích đạo, khoảng 1440 nT.
Mô men từ trường của Ganymede đã tạo ra một từ quyển ở xung quanh vệ tinh này nằm trong nhưng độc lập với từ quyển của Sao Mộc. Đây là trường hợp duy nhất trong hệ Mặt Trời mà một vệ tinh có từ trường đủ mạnh để bản thân nó sở hữu một từ quyển. Bán kính của từ quyển là khoảng 4–5 lần bán kính của Ganymede (RG = 2.631,2 km). Trong từ quyển có một khu vực nằm trong khoảng vĩ độ từ -30° đến 30°, các đường sức từ ở đó là các đường kín bắt đầu và kết thúc ở trên vệ tinh. Tại khu vực này, các ion và electron bị giữ lại, tạo thành một vành đai phóng xạ. Các ion trong từ quyển chủ yếu là oxy nguyên tử bị ion hóa O+, phù hợp với khí quyển mỏng cấu thành từ oxy của Ganymede. Tại vùng mũ cực (vĩ độ trên 30°), các đường sức từ là các đường mở, nối với từ trường của Sao Mộc. Trong khu vực này, các electron và ion có năng lượng rất cao (hàng nghìn hoặc hằng trăm keV), có thể giải thích cho hiện tượng cực quang xuất hiện tại vùng cực của Ganymede. Thêm vào đó, những cơn mưa ion nặng liên tục bắn phá vùng cực của vệ tinh đã khiến cho băng tại khu vực này càng tối màu hơn.
Sự tương tác giữa từ quyển của Ganymede và plasma của Sao Mộc có những điểm tương tự với tương tác giữa từ quyển Trái Đất và gió Mặt Trời. Các vật chất plasma chuyển động quay đồng thời với chuyển động quay của Sao Mộc va chạm với bề mặt hướng ngược lại với chiều chuyển động của Ganymede tạo thành những hiệu ứng tương tự với hiện tượng gió Mặt Trời va chạm vào từ quyển của Trái Đất. Điểm khác biệt lớn nhất giữa 2 hiện tượng nói trên là tốc độ của dòng plasma. Gió Mặt Trời có tốc độ lớn hơn tốc độ âm thanh trong khi plasma xung quanh Sao Mộc có tốc độ nhỏ hơn tốc độ âm thanh. Vì thế không tồn tại vòm va chạm (bow shock) - nơi mà vật chất plasma đột ngột bị giảm tốc độ dưới tác động của từ quyển - ở bán cầu hướng ngược chiều chuyển động.
Bên cạnh mô men từ trường tự có, người ta còn thấy sự tồn tại của từ trường lưỡng cực hưởng ứng. Từ trường phụ này được sinh ra do từ trường Sao Mộc biến thiên ở khu vực gàn Ganymede. Mô men từ trường hưởng ứng có chiều hướng vào hoặc hướng ra khỏi Sao Mộc tùy theo hướng của phần từ trường hành tinh bị biến thiên. Từ trường này yếu hơn tương đối so với từ trường Ganymede tự có. Cường độ của nó là khoảng 60 nT, một nửa so với cường độ từ trường của Sao Mộc ở khoảng cách của Ganymede. Từ trưởng hưởng ứng của Ganymede tương tự với từ trường hưởng ứng của Callisto và Europa. Từ đó có thể suy ra rằng Ganymede cũng có thể sẽ có đại dương ở phía dưới bề mặt như Europa và Callisto.
Nếu như Ganymede có cấu tạo phân lớp hoàn toàn và có nhân bằng kim loại, nguyên nhân sinh ra từ trường của nó cũng sẽ tương tự như nguyên nhân đã sinh ra từ trường trên Trái Đất. Đó có thể là kết quả của việc các vật chất dẫn điện chuyển động bên trong lõi của thiên thể. Hiện tượng này được gọi là đối lưu từ, là tổng hợp các hoạt động đối lưu xuất hiện trong lõi của thiên thẻ.
Mặc dù việc Ganymede có nhân cấu tạo từ sắt có thể giải thích cho nguồn gốc của từ quyển, nhưng vẫn còn rất nhiều điều bí ẩn về từ quyển của vệ tinh này. Trong khi các thiên thể có kích thước tương tự không hề có từ quyển, chỉ một mình Ganymede là ngoại lệ. Một số nghiên cứu cho rằng với kích thước tương đối nhỏ như Ganymede, lõi của nó đã bị làm lạnh tới một nhiệt độ không đủ để duy trì các chuyển động trong trạng thái lỏng của kim loại, và do đó, không thể duy trì từ quyển. Một giả thuyết cho rằng sự cộng hưởng quỹ đạo dạng Laplace trong quá khứ đã làm biến dạng bề mặt giúp cho từ trường được duy trì. Giả thuyết này cho rằng khi tâm sai của Ganymede tăng lên, hiện tượng nhiệt do ma sát vì thế cũng tăng theo. Phần vỏ của vệ tinh do đó đã cách nhiệt cho phần lõi, tránh cho nó bị mất nhiệt ra không gian. Một giả thuyết khác cho rằng các đá silic trong vỏ của vệ tinh vẫn bị từ hóa gây nên từ trường của Ganymede. Điều này có thể xảy ra nếu như trong quá khứ từ trường sinh ra do những quá trình cơ nhiệt trong lòng Ganymede mạnh hơn hiện tại.

## Lịch sử hình thành
Sau khi Sao Mộc hình thành, xung quanh nó có một đám tinh vân bụi và khí. Những đám bụi khí này đã tích tụ dần dần tạo nên các vệ tinh lớn của Sao Mộc. Quá trình tích tụ của Ganymede là khoảng 10.000 năm, ngắn hơn rất nhiều so với quá trình tích tụ của Callisto (theo ước tính là khoảng 100.000 năm). Đám mây bụi khí này khá thiếu các chất khí tại thời điểm 4 vệ tinh lớn của Sao Mộc hình thành, vì thế Callisto có quá trình hình thành tương đối dài. Ganymede do gần với Sao Mộc hơn, được hình thành trên khu vực bụi khí dày đặc hơn nên nhanh hơn Callisto rất nhiều. Quá trình hình thành nhanh chóng khiến cho Ganymede không bị thất thoát nhiệt năng sinh ra trong quá trình tích tụ vật chất. Nhiệt năng này đã nấu chảy băng đá và tạo ra sự phân lớp trong cấu trúc của Ganymede: phần đá nằm ở trong lõi và phần băng nằm ở phía ngoài. Do hình thành chậm hơn rất nhiều, Callisto không giữ được nhiệt năng trong quá trình tích tụ và cũng không đủ nóng để làm tan chảy các vật liệu băng trong cấu tạo, từ đó không được phân lớp hoàn toàn. Giả thuyết nói trên là lời giải thích khá thỏa đáng cho câu hỏi: tại sao 2 vệ tinh lớn nói trên có vẻ rất khác nhau mặc dù xấp xỉ về khối lượng cũng như kích thước.
Sau khi hình thành, lõi của Ganymede vẫn giữ được nhiệt lượng từ quá trình tích tụ và quá trình phân lớp cấu trúc, chỉ giải phóng một nhiệt lượng nhỏ tới lớp vỏ băng phía ngoài. Nhiệt lượng này, thông qua đối lưu, tiếp tục được chuyển tới bề mặt của vệ tinh. Thêm vào đó, các chất phóng xạ trong phần lõi của vệ tinh phân rã, tăng cường thêm nhiệt lượng cho sự phân lớp cấu trúc của Ganymede. Phần lõi cấu tạo từ sắt và sắt sulfide cũng như phần vỏ silic được hình thành. Chính vì vậy, sự phân lớp của Ganymede là toàn phần và rất rõ rệt. So sánh với Callisto, ta có thể thấy: nhiệt lượng sinh ra do phân rã phóng xạ trên Callisto được truyền ra ngoài dễ dàng hơn do sự đối lưu trong các lớp băng của nó. Bị mất nhiệt, Callisto không thể làm tan chảy phần lớn băng của mình. Những hoạt động đối lưu trên Callisto chỉ khiến nó được phân lớp một phần. Tới tận ngày nay, Ganymede vẫn tiếp tục giải phóng nhiệt từ phần lõi lên bề mặt. Nhiệt lượng này có thể đủ để duy trì một đại dương phía dưới bề mặt của Ganymede. Ngược lại phần lõi Fe–FeS lỏng của Ganymede bị mất nhiệt ra phía ngoài tạo nên sự đối lưu. Sự chuyển động của kim loại trong lõi là nguyên nhân khiến Ganymede có được từ trường. Lượng nhiệt thất thoát ra bề mặt của Ganymede có lẽ cao hơn so với Callisto.

## Thám hiểm

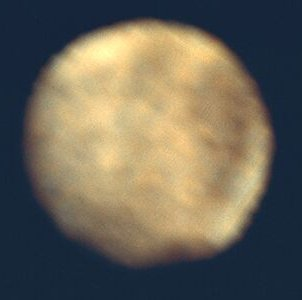
Ganymede chụp bởi Pioneer 10

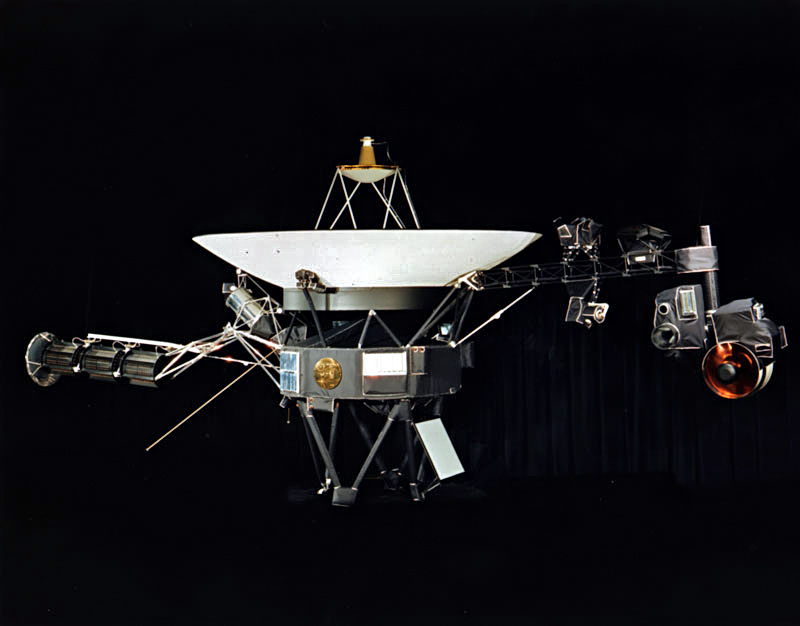
Tàu thám hiểm Voyager

Một số tàu thám hiểm khi bay qua Sao Mộc hoặc trở thành vệ tinh nhân tạo của Sao Mộc đã khám phá rất nhiều chi tiết về Ganymede. Những tàu thăm dò đầu tiên quan sát Sao Mộc là Pioneer 10 và Pioneer 11, chúng không cung cấp nhiều thông tin về vệ tinh này. Tiếp theo đó là Voyager 1 và Voyager 2, bay qua Ganymede vào năm 1979. Chúng đã xác định lại kích thước của Ganymede. Những tính toán mới cho thấy Ganymede lớn hơn vệ tinh Titan của Sao Thổ và là vệ tinh lớn nhất trong hệ Mặt Trời. Đồng thời chúng cũng quan sát được bề mặt nhiều vết xẻ của Ganymede.

Dải sáng Uruk chụp bởi tàu Galileo năm 2000

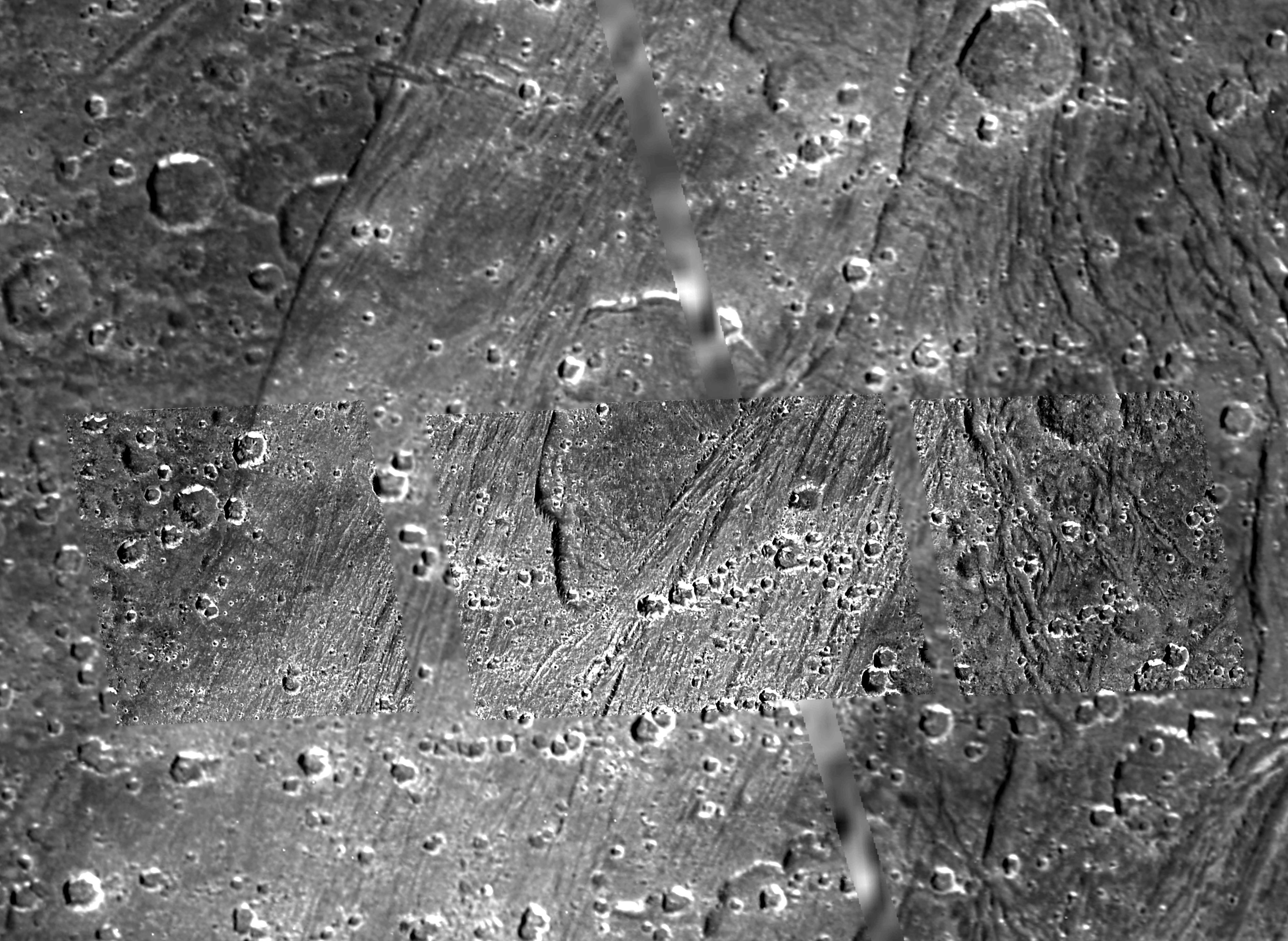
Bề mặt Ganymede chụp bởi Galileo năm 2000

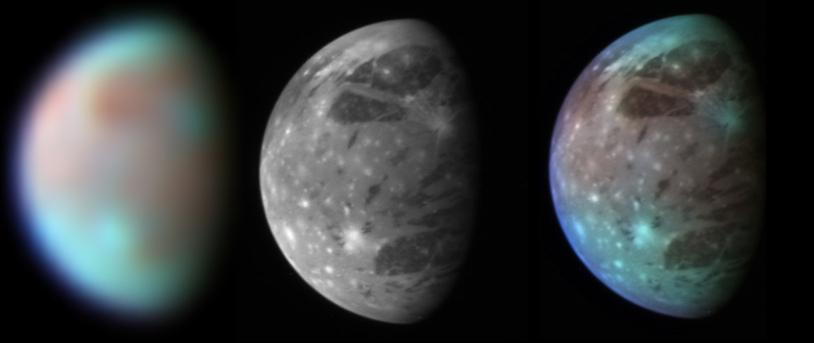
Ganymede chụp bởi New Horizons năm 2007

Năm 1995, tàu thám hiểm Galileo bay vào quỹ đạo xung quanh Sao Mộc và trong khoảng thời gian từ năm 1996 đến năm 2000 đã thực hiện 6 lần bay qua Ganymede. Những lần này được đánh mã hiệu là G1, G2, G7, G8, G28 và G29. Trong lần bay ngang qua Ganymede với khoảng cách gần nhất, tàu Galileo cách bề mặt Sao Mộc 264 km. Trong lần bay đầu tiên G1 năm 1996, người ta đã phát hiện được từ trường của Ganymede. Trong lần thám hiểm năm 2001, người ta cũng công bố phát hiện ra biển trên Ganymede. Tàu Galileo đã chuyển về Trái Đất một lượng lớn những bức ảnh quang phổ của Ganymede và phát hiện thấy những hợp chất không phải là băng trên bề mặt của vệ tinh. Gần đây nhất, tàu thám hiểm New Horizons đã bay qua Ganymede trên đường bay tới Sao Diêm Vương. New Horizons đã thực hiện chụp bề mặt và vẽ bản đồ cấu tạo của Ganymede khi nó bay qua.
Trong tương lai, một dự án mang tên Europa Jupiter System Mission (EJSM) (dự án nghiên cứu Sao Mộc và các vệ tinh, chủ yếu là Europa) liên kết giữa 2 trung tâm khoa học vũ trụ NASA và ESA có thể được thực hiện vào năm 2020. Vào tháng 2/2009, 2 trung tâm này đã xác định đây là mục tiêu quan trọng có mức ưu tiên cao hơn dự án Titan Saturn System Mission (dự án khám phá vệ tinh Titan của Sao Thổ). Mặc dù vậy, đóng góp của phía ESA vẫn đang bị đặt dấu hỏi do vấn đề tài chính. Dự án này có thể gồm một vệ tinh bay quanh Sao Mộc của ESA, một vệ tinh bay quanh Europa của NASA và một vệ tinh nghiên cứu từ trường Sao Mộc của JAXA.
Một dự án khác đã bị hủy bỏ là Jupiter Icy Moons Orbiter (tạm dịch là vệ tinh thám hiểm các Mặt trăng băng của Sao Mộc). Dự án này dự định sẽ sử dụng năng lượng hạt nhân và sẽ nghiên cứu Ganymede một cách chi tiết. Tuy nhiên do thiếu kinh phí, dự án đã bị hủy bỏ năm 2005. Một dự án cũ khác cũng đã bị hủy là Grandeur of Ganymede.